# Конвой O-403
Конвой O-403 — японський конвой часів Другої світової війни, проведений у липні 1943 року.
Конвой сформували для проведення групи суден із Рабаула (головна передова база японців на острові Нова Британія, з якої провадились операції на Соломонових островах та сході Нової Гвінеї) до Палау — важливого транспортного хабу на заході Каролінських островів.
До складу конвою увійшли транспорти «Тага-Мару», «Муко-Мару» та ще одне неідентифіковане судно, а ескорт складався з мисливця за підводними човнами CH-37.
4 липня 1943 року судна вийшли з Рабаула та попрямували на північний захід. Хоча в цей період комунікації архіпелагу Бісмарка ще не стали об'єктами для атак авіації, проте на них традиційно діяли американські підводні човни. Утім, конвой O-403 зміг безперешкодно пройти своїм маршрутом і 10 липня 1943 року прибув до Палау.